# Епархия Илорина
Епархия Илорина (лат. Dioecesis Ilorinensis) — епархия Римско-Католической церкви c центром в городе Илорин, Нигерия. Епархия Илорина входит в митрополию Кадуны. Кафедральным собором епархии Илорина является церковь святого Михаила Архангела.

## История
20 января 1960 года Римский папа Иоанн XXIII издал буллу Qui summam catholicarum, которой учредил апостольскую префектуру Илорина, выделив её из епархии Ондо.
29 мая 1969 года апостольская префектура Илорина была преобразована в епархию.
15 декабря 1995 года епархия Илорина передала часть своей территории в пользу возведения новой апостольской префектуры Контагоры (сегодня — Апостольский викариат Контагоры).

## Ординарии епархии
- епископ William Mahony (6.12.1960 — 20.10.1984);
- епископ Джон Олорунфеми Онаийекан (20.10.1984 — 7.07.1990);
- епископ Ayo-Maria Atoyebi (6.03.1992 — по настоящее время).

## Источник
- Annuario Pontificio, Libreria Editrice Vaticana, Città del Vaticano, 2003, ISBN 88-209-7422-3
- Булла Qui summam catholicarum, AAS 52 (1960), стр. 752  (лат.)